# Carissa Etienne
Carissa F. Etienne (2 tháng 11 năm 1952 – 1 tháng 12 năm 2023) là một chuyên gia y tế công cộng từ Dominica. Bà phục vụ với vai trò là Giám đốc của Tổ chức Y tế Pan American (PAHO) (2013 - 18). Bà là một người ủng hộ bảo hiểm y tế toàn cầu.

## Thơ ấu và giáo dục sớm
Etienne tốt nghiệp bằng Y khoa và Phẫu thuật (MBBS) từ Đại học West Indies ở Jamaica. Bà có bằng thạc sĩ về sức khỏe cộng đồng tại Trường Y học Nhiệt đới &amp; Vệ sinh Luân Đôn, Vương quốc Anh.

## Sự nghiệp
Etienne bắt đầu sự nghiệp với tư cách là một sĩ quan y tế tại Bệnh viện Princess Margaret ở Dominica. Bà là Giám đốc Dịch vụ Chăm sóc Sức khỏe phổ thông, Điều phối viên Thảm họa, Nhà dịch tễ học Quốc gia thuộc Bộ Y tế, Điều phối viên của Chương trình AIDS Quốc gia, Chủ tịch Ủy ban AIDS Quốc gia và có hai nhiệm kỳ riêng là Giám đốc Y tế.
Bà là Trợ lý Giám đốc của PAHO từ năm 2003 đến năm 2008. Bà từng là Trợ lý Tổng Giám đốc của Hệ thống và Dịch vụ Y tế tại Tổ chức Y tế Thế giới năm 2008-12. Bà được bầu làm giám đốc PAHO vào tháng 9 năm 2012 và đảm nhận vị trí này, có nhiệm kỳ năm năm, vào tháng 2 năm 2013. Bà cũng phục vụ với tư cách phó chủ tịch danh dự của Hiệp hội sức khỏe cộng đồng Hoa Kỳ.
Vào ngày 27 tháng 9 năm 2017, Etienne đã được các quốc gia thành viên của tổ chức bầu lại với nhiệm kỳ năm năm thứ hai với tư cách là Giám đốc PAHO. Vào ngày 23 tháng 1 năm 2018, Ban điều hành của WHO đã bổ nhiệm bà vào nhiệm kỳ thứ hai với tư cách là Giám đốc khu vực của WHO tại Châu Mỹ.
Bà qua đời ở tuổi 71 tại Mỹ ngày 1 tháng 12 năm 2023.